# Hinterrhein (gemeente)
Hinterrhein (Reto-Romaans: Valragn) is een plaats en voormalige gemeente aan de Achter-Rijn in het Zwitserse kanton Graubünden en is een van de hoogstgelegen en kleinste plaatsen in de in 2019 ontstane nieuwe fusiegemeente Rheinwald.
Het dorp ligt op 1625 m hoogte op de linkeroever van de Achter-Rijn. Het dal van de Achter-Rijn is in westelijke richting verder onbewoond en draagt hier de naam Zapport. Het loopt uit op het vergletsjerde bergmassief Adula met als hoogste top de 3402 meter hoge Rheinwaldhorn. Ten noorden van Hinterrhein verheft zich de 3040 meter hoge Kirchalphorn.
Ten zuiden van de plaats begint de zeven kilometer lange San Bernardinotunnel die in 1967 geopend werd. Deze vormt, evenals de 2065 meter hoge San Bernardinopas, de verbinding met het Italiaanstalige Valle Mesolcina.
De oudste vermelding van het dorp dateert uit 942 toen het Mons Avium heette, later noemde men het Vogelberg en vanaf ongeveer 1500 St. Bernhardin. In 1270 kwamen de Walser naar dit deel van Graubünden en bevolkten het dorp. Hun invloed is nog duidelijk te zien in de bouwwijze van de huizen.
Het toerisme in Hinterrhein is vooral op bergwandelen gericht. Populair zijn de tochten naar de Zapporthütte (2276 m) aan de voet van de Rheinwaldhorn en de bergpas Valserberg (2503).